# Coron (Maine-et-Loire)
Coron település Franciaországban, Maine-et-Loire megyében. Lakosainak száma 1575 fő (2022. január 1.). Coron Chanteloup-les-Bois, La Plaine, Vezins, Lys-Haut-Layon és Chemillé-en-Anjou községekkel határos.

## Népesség
A település népességének változása:
| Lakosok száma | 1213 | 1380 | 1376 | 1456 | 1572 | 1606 | 1593 | 1580 | 1566 | 1575 |
|               | 1968 | 1982 | 1990 | 2006 | 2013 | 2015 | 2017 | 2019 | 2020 | 2022 |